# Hans Teuscher

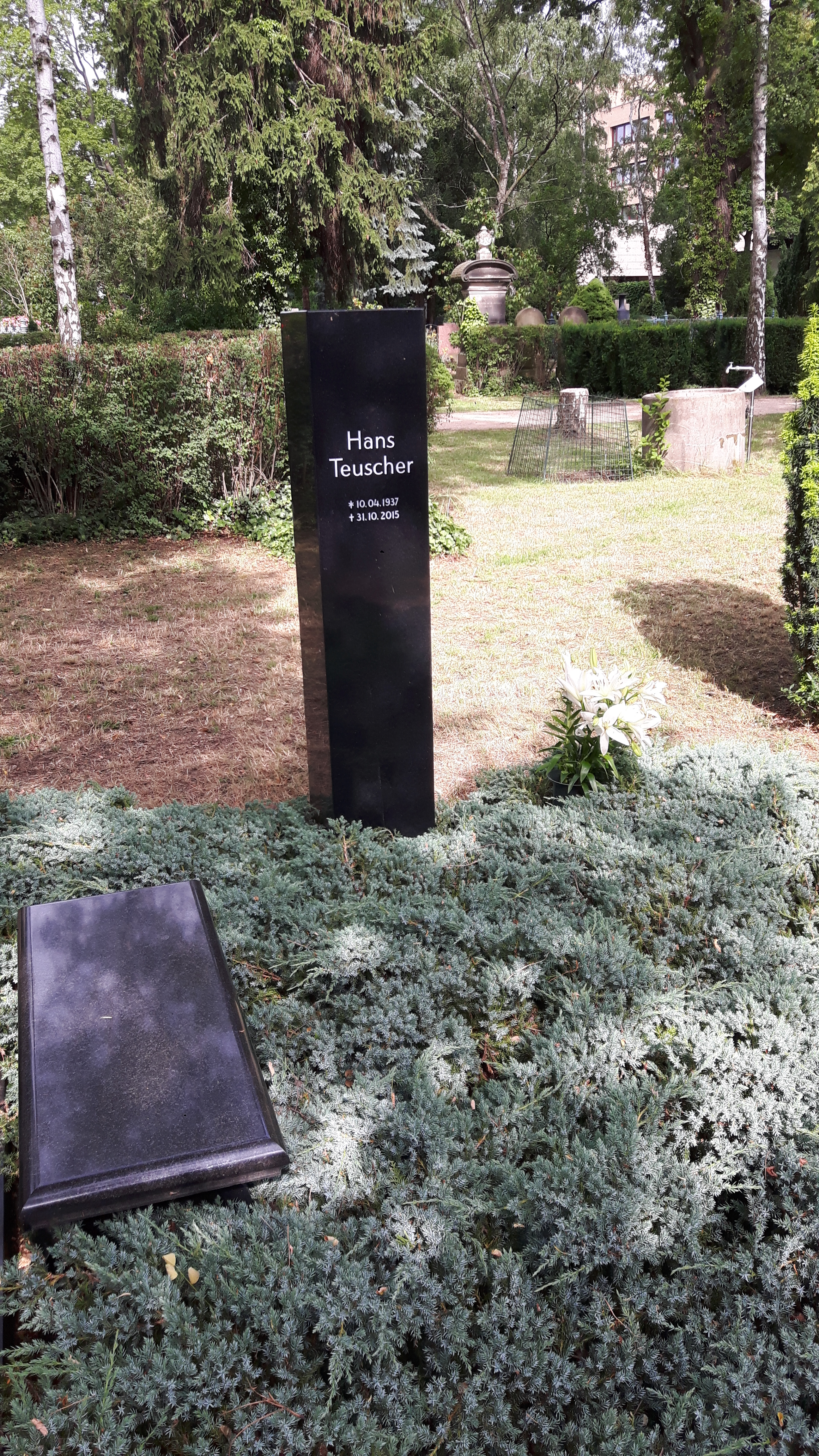
Grabstätte von Hans Teuscher

Hans Teuscher (* 10. April 1937 in Dresden; † 31. Oktober 2015 in Berlin) war ein deutscher Schauspieler, Synchron- und Hörspielsprecher.

## Leben
Hans Teuscher war der Abkömmling einer weit verzweigten Schauspielerfamilie. Seine Eltern, Großeltern sowie ein Onkel und ein Großonkel waren ebenfalls Schauspieler. In den Wirren der Nachkriegszeit kam er ins Allgäu, wo er einige Jahre lebte und auch zum ersten Mal im Theater spielte.
Er absolvierte seine Ausbildung an der Theaterhochschule Leipzig. Anschließend machte er Theaterkarriere als Ensemblemitglied in Berlin an der Volksbühne und am Deutschen Theater sowie am Staatsschauspiel Dresden. Daneben gehörte er bald zu den profiliertesten und bekanntesten Fernseh- und Kinoschauspielern der DDR, wo er zwischen 1978 und 1988 an über 30 Produktionen beteiligt war.
Im Jahr 1988 siedelte er nach West-Berlin über. Dort hatte er bald Engagements an den Staatlichen Schauspielbühnen Berlin, dem Renaissance-Theater und dem Theater des Westens und gastierte daneben auch in Basel, Zürich, Dresden, Essen und Hamburg. Auch im Fernsehen wurde er bald ein bekannter Darsteller führte bis Dezember 2014 durch die Sendung Abschied ist ein leises Wort des MDR. Insgesamt wirkte er als Schauspieler vor der Kamera von 1959 bis 2015 in über 140 Film-und-Fernsehproduktionen mit.
Hans Teuscher starb am 31. Oktober 2015 im Alter von 78 Jahren an einem Krebsleiden. Er wurde am 12. November 2015 auf dem Friedhof der Dorotheenstädtischen und Friedrichswerderschen Gemeinden beigesetzt.

## Theater (Auswahl)
- 1968: Armand Gatti: V wie Vietnam (Theorem) – Regie: Hans-Joachim Martens / Wolfgang Pintzka (Volksbühne Berlin)
- 1969: William Shakespeare: Troilus und Cressida (Ulysses) – Regie: Hannes Fischer (Volksbühne Berlin)
- 1970: Bertolt Brecht: Der gute Mensch von Sezuan (Barbier) – Regie: Benno Besson (Volksbühne Berlin)
- 1970: Walentin Katajew: Avantgarde (Baubrigadier) – Regie: Fritz Marquardt (Volksbühne Berlin)
- 1971: Heiner Müller: Weiberkomödie (Kaderleiter) – Regie: Fritz Marquardt (Volksbühne Berlin)
- 1977: Alexander W. Suchowo-Kobylin: Die Akte (Warrawin) – Regie: Berndt Renne (Volksbühne Berlin)
- 1979: Ferenc Molnár: Liliom – Regie: Brigitte Soubeyran/Irene Böhme (Volksbühne Berlin)
- 1980: Gabriele Bigott (Nach Dieter Noll): Kippenberg (Dr. Joachim Kippenberg 1) – Regie: Peter Schroth/Peter Kleinert (Theater im Palast (TiP))
- 1983: Heinrich von Kleist: Der zerbrochne Krug – Regie: Helmut Straßburger/Ernstgeorg Hering (Volksbühne Berlin)
- 1984: Gerhart Hauptmann: Schluck und Jau (Karl) – Regie: Siegfried Höchst/Gert Hof (Volksbühne Berlin)
- 1986: Hermann Sudermann: Der Sturmgeselle Sokrates (Rabbiner) – Regie: Thomas Langhoff (Deutsches Theater Berlin – Kammerspiele)
- 1991–1992: Friedrich Schiller: Don Carlos – (Theater Basel) als Philipp
- 1993: Cabaret – (Theater des Westens) als Conferencier
- 1993/1996: Schau heimwärts, Engel – (Staatsschauspiel Dresden)
- 1994/1997: My Fair Lady – (Theater des Westens) als Doolittle
- 1997: Zustände wie im alten Rom – (Theater des Westens) als Lycos
- 1997: Hello, Dolly – (Theater des Westens) als Horace Vandergelder
- 1997: Fidelio (Essen) – als Kerkermeister
- 1998–1999: Kabale und Liebe – (Zürich) als Präsident
- 1999: Der Raub der Sabinerinnen – (Komödie Dresden) als Striese
- 2000: Der Raub der Sabinerinnen – (Hamburg) als Striese

## Filmografie (Auswahl)
- 1959: Verwirrung der Liebe – Regie: Slatan Dudow
- 1961: Professor Mamlock – Regie: Konrad Wolf
- 1964: Alaskafüchse – Regie: Werner W. Wallroth
- 1966: Zeugen
- 1970: Jeder stirbt für sich allein – Regie: Hans-Joachim Kasprzik
- 1970: Tscheljuskin – Regie: Rainer Hausdorf
- 1971: Rottenknechte – Regie: Frank Beyer
- 1971: Karriere – Regie: Heiner Carow
- 1971: Avantgarde (Theateraufzeichnung)
- 1971: Zeit der Störche – Regie: Siegfried Kühn
- 1971: Verspielte Heimat
- 1972: Der Regimentskommandeur – Regie: Lothar Bellag
- 1972: Der Adjutant (Fernsehserie)
- 1972: Lützower
- 1973: Wenn die Tauben steigen – Regie: Martin Eckermann
- 1974: Aber Vati! – Regie: Klaus Gendries
- 1974: Der Untergang der Emma – Regie: Helmut Dziuba
- 1975: Till Eulenspiegel – Regie: Rainer Simon
- 1975: Steckbrief eines Unerwünschten
- 1975: Die Wildente (Theateraufzeichnung)
- 1976: Die Forelle – Regie: Thomas Langhoff
- 1976: Beethoven – Tage aus einem Leben – Regie: Horst Seemann
- 1976: Polizeiruf 110: Vorurteil? – Regie: Hans Knötzsch
- 1977: Tod und Auferstehung des Wilhelm Hausmann – Regie: Christa Mühl
- 1977: Ernst Schneller
- 1978: Scharnhorst (Fernsehserie) – Regie: Wolf-Dieter Panse
- 1978: Fleur Lafontaine – Regie: Horst Seemann
- 1979: Ende vom Lied – Regie: Jurij Kramer
- 1979: Pinselheinrich
- 1980: Levins Mühle – Regie: Horst Seemann
- 1980: Eine Anzeige in der Zeitung – Regie: Jurij Kramer
- 1980: Polizeiruf 110: Der Einzelgänger – Regie: Helmut Nitzschke
- 1981: Kippenberg – Regie: Christian Steinke
- 1981: Berühmte Ärzte der Charité: Der Mann aus Jena - Regie: Manfred Mosblech
- 1983: Pianke – Regie: Gunter Friedrich
- 1984: Das Puppenheim in Pinnow – Regie: Christian Steinke
- 1984: Front ohne Gnade – Regie: Rudi Kurz
- 1985: Der Bärenhäuter – Regie: Walter Beck
- 1986: Kalter Engel – Regie: Peter Vogel
- 1986: Ein Wigwam für die Störche
- 1987: Polizeiruf 110: Im Kreis – Regie: Peter Vogel
- 1987: Einzug ins Paradies (Fernsehserie) – Regie: Achim Hübner, Wolfgang Hübner
- 1989: Eine unheimliche Karriere – Regie: Eberhard Itzenplitz
- 1991: Ende der Unschuld – Regie: Frank Beyer
- 1991: Tatort: Tödliche Vergangenheit – Regie: Marianne Lüdcke
- 1993–1994: Der Nelkenkönig (Fernsehserie) – Regie: Franz-Josef Gottlieb.
- 1994: Elbflorenz (Fernsehserie) – Regie: Franz Josef Gottlieb
- 1996: Tatort: Wer nicht schweigt, muß sterben – Regie: Hans Werner
- 1997: Tatort: Undercover-Camping – Regie: Jürgen Bretzinger
- 1997: Die Kids von Berlin (Fernsehserie) – Regie: Markus Imboden
- 1997: Der Alte – Folge 231: Das ist mein Mord
- 1997: Rosamunde Pilcher: Irrwege des Herzens – Regie: Karola Meeder
- 2000: Die große Operation (Kurzfilm) – Regie: Till Franzen
- 2000: Vom Küssen und vom Fliegen – Regie: Hartmut Schoen
- 2001: Sehnsucht nach Sandin
- 2002: Edel & Starck (Fernsehserie, Folge: Hokus, Pokus, Exitus) – Regie: Dirk Regel
- 2005: Vera – Die Frau des Sizilianers – Regie: Joseph Vilsmaier
- 2008: In aller Freundschaft – Folge 394: Langsam, aber sicher – Regie: Jürgen Brauer
- 2009: Dinosaurier – Gegen uns seht ihr alt aus! – Regie: Leander Haußmann
- 2015: Notruf Hafenkante (Fernsehserie, Folge: Psycho)

## Synchronisation
Hans Teuscher war auch umfangreich als Synchronsprecher tätig und lieh dabei seine Stimme unter anderem Brian Glover, Charles Durning, George Kennedy, Al Lewis, Kirk Douglas, Donald Pleasence, Pernell Roberts, Ole Thestrup, Rod Steiger, Malcolm McDowell, Bernard Hill, Steven Berkoff, Patrick Macnee und Robert Vaughn.
Zudem sprach er den Fliegenden Holländer und den das Vorspannlied singenden Piratenporträt Painty in der Zeichentrickserie SpongeBob Schwammkopf, B. P. Richfield in der Puppentrickserie Die Dinos, Fowler in Chicken Run – Hennen rennen, dem König Kashekim Nedakh in Atlantis – Das Geheimnis der verlorenen Stadt und Onkel Iroh in Avatar – Der Herr der Elemente. In 3 Folgen von DuckTales – Neues aus Entenhausen sprach er die Rolle des Mac Moneysac, da sein vorheriger Sprecher Klaus Miedel bereits im Ruhestand war und übernahm in der 2. Staffel von Fix und Foxi die Rolle des Professors Knox. In Walter Mellon und der 1. Staffel von Oiski! Poiski! – Neues von Noahs Insel sprach er die titelgebenden Rollen. Des Weiteren sprach er auch kleinere Nebenrollen, wie beispielsweise den Mörder im ersten Fall des Anime Detektiv Conan, den Scheinriesen Herr Tur-Tur in Jim Knopf und Bürgermeister Rokodil in Alfred J. Kwak.

## Hörspiele und Features
- 1966: William Shakespeare: Der Sturm (Bootsmann) – Regie: Fritz Göhler (Hörspiel – Rundfunk der DDR)
- 1968: Rolf Schneider: Stimmen danach (Priester) – Regie: Walter Niklaus (Hörspiel – Rundfunk der DDR)
- 1968: Arne Leonhardt: ‘s ist Feierabend (Emmerich) – Regie: Walter Niklaus (Hörspiel – Rundfunk der DDR)
- 1969: Ralph Knebel: Rücksicht auf einen Brigadier (Manfred Menk) – Regie: Edgar Kaufmann (Rundfunk der DDR)
- 1969: Claude Prin: Potemkin 68 – Regie: Edgar Kaufmann (Rundfunk der DDR)
- 1969: Friedrich Schiller: Die Verschwörung des Fiesco zu Genua – Regie: Peter Groeger (Hörspiel – Rundfunk der DDR)
- 1969: Bernhard Thieme: Protokoll über einen Zeitgenossen (Frey) – Regie: Fritz Göhler (Hörspiel – Rundfunk der DDR)
- 1970: Stephan Hermlin: Scardanelli – Regie: Fritz Göhler (Hörspiel – Rundfunk der DDR)
- 1970: Michail Schatrow: Der sechste Juli (Tschitscherin) – Regie: Helmut Hellstorff (Rundfunk der DDR)
- 1970: Roland Neumann: Winne (Balke) – Regie: Manfred Täubert (Kinderhörspiel – Rundfunk der DDR)
- 1970: Wolfgang Kießling: Es gibt nur einen Weg (Jakowlew) – Regie: Maritta Hübner (Kinderhörspiel – Rundfunk der DDR)
- 1971: Heinrich Mann: Die Vollendung des Königs Henri Quatre – Regie: Fritz Göhler (Hörspiel – Rundfunk der DDR)
- 1972: Uwe Kant: Die Nacht mit Mehlhose – Regie: Wolfgang Beck/Theodor Popp (Rundfunk der DDR)
- 1973: Johann Wolfgang von Goethe: Geschichte des Götz von Berlichingen  (Bruder Martin) – Regie: Werner Grunow (Hörspiel – Rundfunk der DDR)
- 1973: Hans Siebe: In Sachen Rogge (Bereska) – Regie: Fritz-Ernst Fechner (Hörspielreihe: Tatbestand Nr. 2 – Rundfunk der DDR)
- 1974: Wolfgang Müller: Die Spur des Helfried Pappelmann (Direktor) – Regie: Wolfgang Schonendorf (Rundfunk der DDR)
- 1975: Gerhard Rentzsch: Der Nachlaß – Regie: Joachim Staritz (Rundfunk der DDR)
- 1975: Jules Verne: Die Erfindung des Verderbens (Ingenieur Serkö) – Regie: Andreas Scheinert (Kinderhörspiel – Rundfunk der DDR)
- 1975: Brüder Grimm: Der Trommler (Wind) – Regie: Dieter Scharfenberg (Kinderhörspiel – Litera)
- 1976: Joachim Brehmer: Meine Frau Inge und meine Frau Schmidt (Hausbewohner) – Regie: Achim Scholz (Rundfunk der DDR)
- 1976: Hans Skirecki: Hinter Wittenberge (Dr. Döllinger) – Regie: Barbara Plensat (Hörspiel – Rundfunk der DDR)
- 1976: Antonio Skármeta: Die Suche (Cosme) – Regie: Joachim Staritz (Hörspiel – Rundfunk der DDR)
- 1976: Hans Siebe: Der Tod des Reinhard Kunelka (Mohrich) – Regie: Fritz-Ernst Fechner (Kriminalhörspiel – Rundfunk der DDR)
- 1976: Johann Nestroy: Der böse Geist Lumpacivagabundus oder Das liederliche Kleeblatt (Knieriem) – Regie: Maritta Hübner (Hörspiel – Rundfunk der DDR)
- 1976: Lia Pirskawetz: Das Haus am Park (Beerboom) – Regie: Barbara Plensat (Hörspiel – Rundfunk der DDR)
- 1977: Roald Dahl: Die Freude des Pfarrers – Regie: Joachim Staritz (Kriminalhörspiel – Rundfunk der DDR)
- 1977: James Thurber: Walter Mittys Geheimleben – Regie: Achim Scholz (Hörspiel – Rundfunk der DDR)
- 1978: Ingrid Hahnfeld: Vom Aberheiner – Regie: Achim Scholz (Kinderhörspiel – Rundfunk der DDR)
- 1979: Michail Schatrow: Blaue Pferde auf rotem Gras (Dr. Obuch) – Regie: Peter Groeger (Hörspiel – Rundfunk der DDR)
- 1979: Horst Berensmeier: Lösegeld – Regie: Hans Knötzsch (Kriminalhörspiel – Rundfunk der DDR)
- 1980: Georg Büchner: Dantons Tod (Simon) – Regie: Joachim Staritz (Hörspiel – Rundfunk der DDR)
- 1980: Wolfgang Mahlow: Zwischen gestern und morgen (Ein Vater) – Regie: Christa Kowalski (Hörspiel – Rundfunk der DDR)
- 1981: Richard von Volkmann: Pechvogel und Glückskind (Meister) – Regie: Christa Kowalski (Kinderhörspiel – Rundfunk der DDR)
- 1981: László Hárs: Ich war einmal ... oder: Die Zimmerreiseabenteuer des Helden Buci (Piratenkapitän) – Regie: Albrecht Surkau (Kinderhörspiel – Litera)
- 1981: Ingeborg Feustel: Das Märchen von der Maus mit der Grashalmflöte und andere Geschichten für Kinder (2. Fuchs) – Regie: Albrecht Surkau (Kinderhörspiel – Litera)
- 1982: Peter Hacks: Das Turmverlies – Geschichten von Henriette und Onkel Titus (Boreas) – Regie: Fritz Göhler (Kinderhörspiel – Litera)
- 1983: Werner Heiduczek: Jana und der kleine Stern (Adler) – Regie: Uwe Haacke (Kinderhörspiel – Rundfunk der DDR)
- 1983: Lion Feuchtwanger: Erfolg (Rechtsanwalt Geier) – Regie: Werner Grunow (Rundfunk der DDR)
- 1984: Albert Wendt: Vogelkopp (Keulenjimmi) – Regie: Norbert Speer (Kinderhörspiel – Rundfunk der DDR)
- 1984: Charles Perrault: Riquet und Mirabelle (König, am Hof Prinz Riquets) – Regie: Karin Lorenz (Kinderhörspiel – Litera)
- 1985: Hans Lucke: Stadelmann (Eckermann) – Regie: Werner Grunow (Hörspiel Kunstkopf – Rundfunk der DDR)
- 1985: Eugen Eschner: Der Rattenfänger von Hameln – Regie: Norbert Speer (Kinderhörspiel – Rundfunk der DDR)
- 1985: Wilhelm Jacoby/Carl Laufs: Pension Schöller (Major Großer) – Regie: Norbert Speer (Hörspiel – Rundfunk der DDR)
- 1985: Volksbuch: Till Eulenspiegels mehrsteils wohlige Nacht in der Herberg zu Kneiteln (Pfarrer) – Regie: Andreas Scheinert, Jürgen Schmidt (Hörspiel – Litera)
- 1986: Wilhelm Hauff: Das kalte Herz (Ezechiel) – Regie: Rainer Schwarz (Kinderhörspiel – Litera)
- 1987: Theodor Fontane: Frau Jenny Treibel (Prof. Schmidt) – Regie: Werner Grunow (Hörspiel – Rundfunk der DDR)
- 1987: Karl May: Die Schlacht in der Mapimi (Weißer Biber) – Regie: Jürgen Schmidt (Litera)
- 1987: Hans Siebe: Gastspiel in Dabentin (Grimmel) – Regie: Hans Knötzsch (Rundfunk der DDR)
- 1987: Maraike Böhm: Holzkrawatte – Regie: Karlheinz Liefers (Kinderhörspiel – Rundfunk der DDR)
- 1987: Russisches Volksmärchen: Auf des Hechtes Geheiß (Kaputkin) – Regie: Rüdiger Zeige (Kinderhörspiel – Rundfunk der DDR)
- 1989: Conan Doyle: Im Zeichen der Vier (Thaddäus Sholto) – Regie: Andreas Scheinert (Hörspiel – Litera)
- 1989: Alexej Tolstoi: Gevatter Naúm (1. Kaufmann) – Regie: Rainer Schwarz (Kinderhörspiel – Litera)[12]
- 1990: Paul Hengge: Ein Pflichtmandat – Regie: Robert Matejka (Hörspiel – RIAS Berlin)
- 1991: Wilfried Bergholz: Der Pfirsichbaum – Regie: Ludwig Schulz (Passagen – SFB Berlin)
- 1991: Waldemar Bonsels: Die Biene Maja (Kurt, ein Mistkäfer)  – Regie: Werner Grunow (Kinderhörspiel – DS Kultur)
- 1994: Christian Hussel: Die Mühle auf dem Meeresgrund – Regie: Rainer Clute (Kinderhörspiel – DLR Berlin)
- 1995: Jürgen Ebertowski/Joy Markert: Esbeck und Mondrian (Direktor Fujita) – Regie: Peter Groeger (Kriminalhörspiel – SFB)
- 1996: Wolfgang Pönisch: Der Nächste bitte – Regie: Karlheinz Liefers (Hörspiel – Rundfunk Berlin-Brandenburg)
- 2002: Peter Steinbach: Die wunderbare Welt des Jean-Henri Fabre – Regie: Marguerite Gateau (Hörspiel (zwölf Teile) – DLR)
- 2006: Ludwig Lugmeier: Einundzwanzig Schuss Salut für Käpt’n Bilbo – Die Geschichte des Hugo Cyrill Kulp Baruch – Regie: Jürgen Dluzniewski (Feature – MDR)
- 2006: Christoph Prochnow nach Stefan Zweig: Der Amokläufer – Regie: Ulrike Brinkmann (Kriminalhörspiel – DKultur)
- Bibi und Tina Die Wildpferde – Teil 1 (13), als Janosch
- Bibi und Tina Die Wildpferde – Teil 2 (14), als Janosch
- Bibi und Tina Wölfe in der Puszta (60), als Janosch
- Bibi Blocksberg Der Flaschengeist (61), als Zahnarzt
- Benjamin Blümchen (89), als Großvater
- Ubu Rex Saxonia – Hörspiel von Peter Eckhart Reichel frei nach dem Theaterstück Ubu roi von Alfred Jarry mit Andreas Mannkopff, Marie Gruber, Hans Teuscher, Irm Hermann, Gerd Wameling, Peter Schneider, Hilmar Eichhorn, und vor allem hoerbuchedition words & music, 2008, ISBN 978-3-9811778-7-9
- Star Wars – Thrawn-Trilogie (Erben des Imperiums, Die dunkle Seite der Macht, Das letzte Kommando), Stimme Admiral Ackbar[13]

## Auszeichnungen
- 1981: II. Leistungsvergleich der Schauspiel- und Musikensembles der DDR: Sonderpreis für hervorragende Einzelleistung für die Titelrolle in Kippenberg (TiP)